# Edmund Kurtz
Edmund Kurtz (russisch Эдмунд Курц; * 29. Dezember 1908jul. / 11. Januar 1909greg. in St. Petersburg; † 19. August 2004 in London) war ein russischer Cellist.

## Leben
Kurtz begann früh seine musikalische Ausbildung mit Klavierunterricht ohne große Fortschritte. Im Alter von acht Jahren hörte er in einem Konzert Tschaikowskis Rokoko-Variationen A-Dur op. 33 für Violoncello und Orchester, worauf er beschloss, Cellist zu werden. Nach der Oktoberrevolution emigrierte die Familie Kurtz nach Deutschland, wo die Beschäftigung des Jungen mit dem Cello schnell Früchte trug. 1922 wurde der dreizehnjährige Edmund Kurtz in Leipzig von Julius Klengel für das Cello-Studium angenommen. 1924 debütierte Kurtz erfolgreich in Rom und trat darauf in Berlin auf. Zur Vervollständigung seiner Ausbildung studierte er einige Zeit bei Leó Weiner in Budapest, und auf den Rat Pablo Casals’ nahm er auch Stunden bei Diran Alexanian in Paris.
Kurtz verband die Solistenkarriere mit der Arbeit im Orchester, indem er 1926 Solist an der Oper in Bremen wurde. 1927–1930 gab er zusammen mit der Ballerina Anna Pawlowa Gastspiele insbesondere mit dem Sterbenden Schwan nach Camille Saint-Saëns. 1932–1936 war er Erster Cellist der Deutschen Oper in Prag unter George Szell. Danach zog er es vor, in die USA überzusiedeln. 1936–1944 war Kurtz Solist des Chicago Symphony Orchestra. Gleichzeitig gab er Gastspiele mit Jascha Spiwakowski und Tossi Spiwakowski (Spiwakowski-Trio). Danach konzentrierte er sich auf Solistenauftritte.
1945 erwarb Kurtz eine größere Aufmerksamkeit  mit Dvořáks Cellokonzert mit dem NBC Symphony Orchestra unter Arturo Toscanini. 1946 war er der Solist bei der Premiere des 2. Cellokonzerts von Darius Milhaud mit den New Yorker Philharmonikern unter Artur Rodziński. 1948 spielte er Chatschaturjans Cellokonzert mit dem Boston Symphony Orchestra unter Sergei Kussewizki.
Während seiner späten Jahre beschäftigte sich Kurtz mit Johann Sebastian Bach. 1978–1983 arbeitete er an einer kritischen Ausgabe der sechs Suiten für Violoncello solo auf der Basis der Handschrift Anna Magdalena Bachs. Ebenso erarbeitete er zusammen mit dem Pianisten William Kapell die Sonate für Violoncello und Klavier in g-Moll op. 19 von Sergei Rachmaninow.
Auch Edmund Kurtz’ Geschwister waren hervorragende Musiker. Efrem Kurtz (1900–1995) war Dirigent, Arved Abram Kurtz (1899–1995) war Rektor des New York College of Music und Mary Kurtz Rosenwald (1906–1985) war Erste Geigerin der Ballets Russes de Monte Carlo. Mary Kurtz Rosenwald trat in die Führung der philanthropischen Organisation United Jewish Appeal ein, die ihr Mann William Rosenwald zusammen mit dem jüngsten Sohn Julius Rosenwalds und anderen gegründet hatte.